# Les Héritiers d'Hammerfell
Les Héritiers d'Hammerfell (titre original : The Heirs of Hammerfell) est un roman du Cycle de Ténébreuse, écrit par Marion Zimmer Bradley, publié en 1989.